# James Cockburn (8e baronnet)
James Cockburn, 8e baronnet (1729 - 26 juillet 1804), est député du Parlement de Grande-Bretagne pour Linlithgow Burghs de 1772 à 1784 et administrateur de la Compagnie britannique des Indes orientales.

## Biographie
Il est un fils de William Cockburn de Berwickshire et de son épouse et cousine Frances Cockburn. Ses grands-parents paternels sont Alexander Cockburn, 6e baronnet et Mary Ancrum. Son grand-père maternel est James Cockburn de la Jamaïque. Alexander et James Cockburn sont frères. Ils sont tous deux fils d'Archibald Cockburn, 4e baronnet et de son épouse Marion Sinclair. Son grand-père paternel, Alexander Cockburn, est décédé en mai 1739. Comme son fils aîné, Archibald Cockburn, est mort avant lui, le fils aîné d’Archibald lui succède comme baronnet. Il meurt sans enfant en 1745. James est son plus proche parent masculin survivant et succède ainsi à son cousin germain en tant que 8e baronnet.
Il rejoint le cabinet londonien Henry Douglas, un riche marchand et son futur beau-père. Il est commissaire de l'armée en Allemagne pendant la guerre de Sept Ans et est nommé commissaire général en 1762, à la suite de quoi il retourne à Londres et participe à l'achat de plantations antillaises et à la vie politique de l'Inde orientale.
En 1767, il est élu administrateur de la Compagnie des Indes (jusqu'en 1769). Il est réélu en 1770 et les deux années suivantes. En 1772, il est également élu au Parlement pour représenter Linlithgow, poste qu'il occupe jusqu'en 1784. Il achète en 1766 le poste héréditaire de principal usher du bâton blanc en Écosse.

## Mariages et enfants

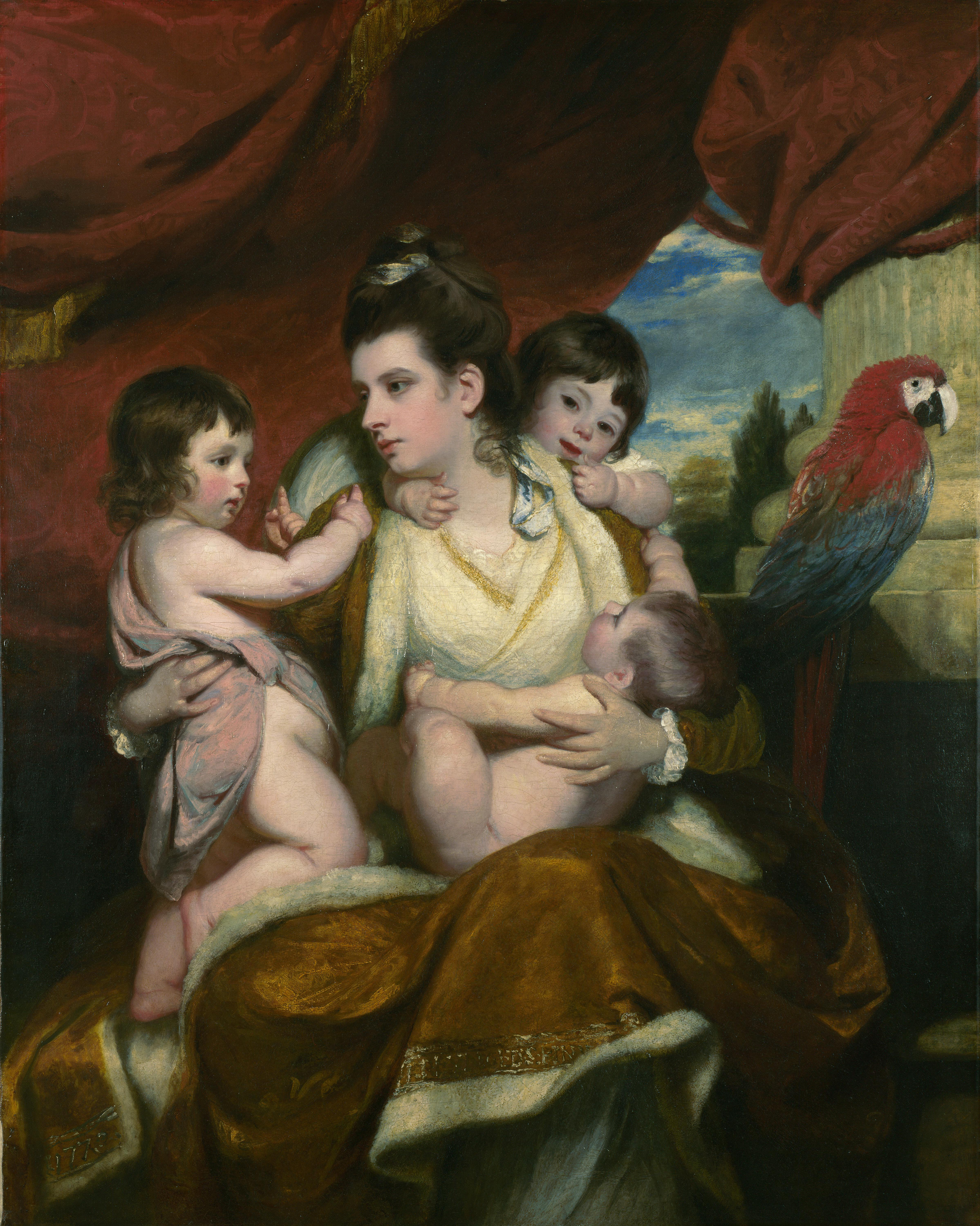
Portrait de Lady Cockburn et ses trois fils aînés, de Joshua Reynolds

En 1755, James épouse sa première femme, Mary Douglas, fille de son associé Henry Douglas, de Friarshaw. Ils ont trois filles:
- Frances Cockburn.
- Harrier Jane Cockburn, qui épouse James Nicholas Duntze, fils de John Duntze, baronnet
- Mary Cockburn.

Sa première femme décède le 5 avril 1766. Il reste veuf pendant trois ans. Le 10 octobre 1769, il épouse Augusta Anne Ayscough. Elle est une fille de Francis Ayscough, doyen de Bristol et tuteur royal. Ils ont six enfants:
- James Cockburn (9e baronnet) (1771–1852), gouverneur des Bermudes.
- George Cockburn (10e baronnet) (1772-1853), député, Contre-amiral du Royaume-Uni, amiral de la flotte et First Sea Lord.
- William Cockburn (11e baronnet) (1773-1858), Doyen d'York, qui épouse Elizabeth (décédée en 1828), fille de Robert Peel[3].
- Alexander Cockburn (1776-1852) est Ambassadeur du Royaume-Uni et ministre plénipotentiaire auprès du Wurtemberg et du district de Columbia. Alexander épouse Yolande de Vignier, fille du vicomte de Vignier et est ont Sir Alexander Cockburn (12e baronnet) Lord juge en chef d'Angleterre et du pays de Galles.
- Francis Cockburn (1780-1868).
- Anna Augusta Cockburn. Mariée à Charles Hawkins, recteur de Kelston et prébendaire de York.